# Cuatro Naciones de Rugby League 2009
El Cuatro Naciones de Rugby League 2009 fue la quinta edición del Cuatro Naciones de Rugby League.

## Equipos
- Australia
- Francia
- Inglaterra
- Nueva Zelanda

## Fase de grupos
| Equipo        | Encuentros | Encuentros | Encuentros | Encuentros | Tantos  | Tantos    | Tantos     | Puntos |
| Equipo        | jugados    | ganados    | empatados  | perdidos   | a favor | en contra | diferencia | Puntos |
| ------------- | ---------- | ---------- | ---------- | ---------- | ------- | --------- | ---------- | ------ |
| Australia     | 3          | 2          | 1          | 0          | 88      | 40        | +48        | 5      |
| Inglaterra    | 3          | 2          | 0          | 1          | 70      | 50        | +20        | 4      |
| Nueva Zelanda | 3          | 1          | 1          | 1          | 94      | 52        | +42        | 3      |
| Francia       | 3          | 0          | 0          | 3          | 28      | 138       | −110       | 0      |

Nota: Se otorgan 2 puntos al equipo que gane un partido, 1 al que empate y 0 al que pierda.
|  | Clasifican a la final |

## Final
| 13 de noviembre | Inglaterra | 16 - 46 | Australia | Elland Road, Leeds              |  |
|                 |            |         |           | Asistencia: 31.042 espectadores |  |

| Bandera de Australia |
| Campeón Australia    |
| Cuarto título        |